# Tympanocryptis parviceps
Tympanocryptis parviceps är en ödleart som beskrevs av  Storr 1964. Tympanocryptis parviceps ingår i släktet Tympanocryptis och familjen agamer.

## Underarter
Arten delas in i följande underarter:
- T. p. parviceps
- T. p. butleri